# Jérôme Ruillier
Jérôme Ruillier est un dessinateur et illustrateur français né le 3 mars 1966 à Fort-Dauphin (Madagascar).

## Biographie
Jérôme Ruillier a fait ses études à l'École supérieure des arts décoratifs de Strasbourg. Illustrateur, il publie sa première bande dessinée en 2009, Le Cœur enclume, aux Éditions Sarbacane. En 2011, il publie toujours chez Sarbacane sa deuxième bande dessinée, Les Mohamed.  S'appuyant sur des témoignages recueillis par Yamina Benguigui dans le documentaire et le livre Mémoires d'immigrés, l'héritage maghrébin (Albin Michel, 1997), il raconte la vie et les problèmes d'intégration en France par des immigrants d'Afrique du Nord.
En 2016, Jérôme Ruillier publie chez L'Agrume sa troisième bande dessinée, L'Étrange. Il y « raconte la vie d'un sans-papiers à qui il donne les traits d'un plantigrade au regard triste. Un témoignage juste et délicat » selon Frédéric Potet, chroniqueur bande dessinée au Monde.

## Publications
- La Dent de pierre, Magnard jeunesse, 1997  (ISBN 978-22-10979-12-3)
- Trop petit, Casterman, 1998  (ISBN 978-22-03122-38-3)
- Jules et la pirogue, Gallimard jeunesse, 1998  (ISBN 978-20-70517-70-1)
- Homme de couleur, Bilboquet, 1999  (ISBN 978-28-41811-09-0)
- Si le lit s'appelait loup, Casterman, 2000  (ISBN 978-22-03122-46-8)
- Lola sous l'orage, Casterman, 2001  (ISBN 978-22-03122-50-5)
- Petit carton, Albin Michel jeunesse, 2002  (ISBN 978-22-26119-10-0)
- Nina la tortue, Albin Michel jeunesse, 2003  (ISBN 978-22-26139-77-1)
- Quatre petits coins de rien du tout, Bilboquet, 2004  (ISBN 978-28-41812-17-2)
- Monsieur Toutécarré, Albin Michel jeunesse, 2004  (ISBN 978-22-26153-15-9)
- Ubu, Bilboquet, 2004  (ISBN 978-28-41812-26-4)
- Papa, maman, Anouk et moi, Bilboquet, 2006  (ISBN 978-28-41812-56-1)
- Ici c'est chez moi, Autrement jeunesse, 2007  (ISBN 978-27-46710-32-0)
- Le Nouveau Monde, Bilboquet, 2008  (ISBN 978-28-41812-86-8)
- Le Cœur enclume, Sarbacane, 2009  (ISBN 978-28-48652-71-9)
- Les Mohamed, mémoires d'immigrés, Sarbacane, 2011  (ISBN 978-28-48653-85-3)
- Un immense câlin, L'élan vert, 2015  (ISBN 978-28-44553-70-6)
- L'Étrange, L'Agrume, 2016  (ISBN 979-10-90743-42-7)

## Prix
- 2011 :  Prix Région Centre pour Les Mohamed, d'après Mémoires d'immigrés de Yamina Benguigui